# Union sacrée (mouvement)
Pour les articles homonymes, voir Union sacrée.
L'Union sacrée est le nom donné au mouvement de rapprochement politique qui a soudé les Français de toutes tendances (politiques ou religieuses) lors du déclenchement de la Première Guerre mondiale. Le terme fut utilisé pour la première fois à la Chambre des députés le 4 août 1914, par le président de la République, Raymond Poincaré, dans son message aux Assemblées. L’ensemble des organisations syndicales et politiques de gauche, essentiellement la CGT et la SFIO, se rallièrent au gouvernement.
Un mouvement analogue se produisit chez l'ensemble des belligérants comme en Grande-Bretagne, en Russie et en Allemagne, où le Parti social-démocrate d'Allemagne vote l’entrée en guerre en août 1914 et lance le mouvement qui prit le nom de Burgfrieden.

## Origines
Au début du XXe siècle, les Français apparaissaient politiquement très divisés. Ce mouvement unanimiste, qui tient plus du pacte républicain et patriotique que d'un quelconque parti politique, est donc difficile à comprendre aujourd'hui sans qu'une analyse rétrospective en soit ici entreprise.
Il prend sa source dans le concept historique de « patrie en danger », institué sous la Révolution française, le 11 juillet 1792.

### Tensions internationales et Triple-Entente
La Triple-Entente est une alliance militaire réunissant la France, le Royaume-Uni et l'Empire russe et qui s'oppose à la Triple-Alliance conclue entre l'Empire allemand, l'Empire austro-hongrois et le royaume d'Italie.

### Loi des Trois ans

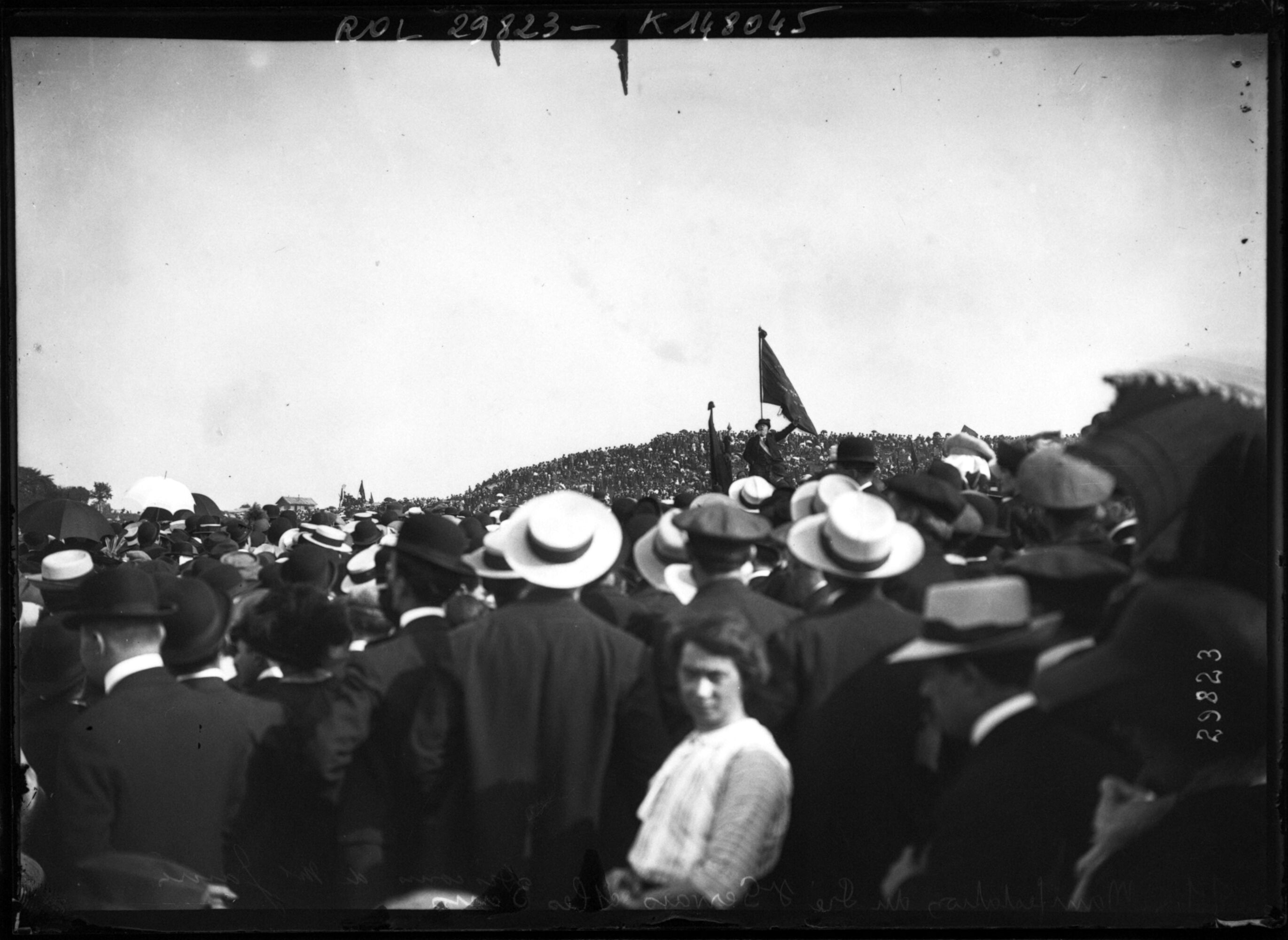
Manifestation du 25 mai 1913 au Pré-Saint-Gervais contre la loi des Trois ans - discours de Jean Jaurès.

La loi des Trois ans est votée le 19 juillet 1913. Elle instaure un service militaire de trois ans en vue de préparer l'Armée française dans l'éventualité d'une guerre avec l'Allemagne.

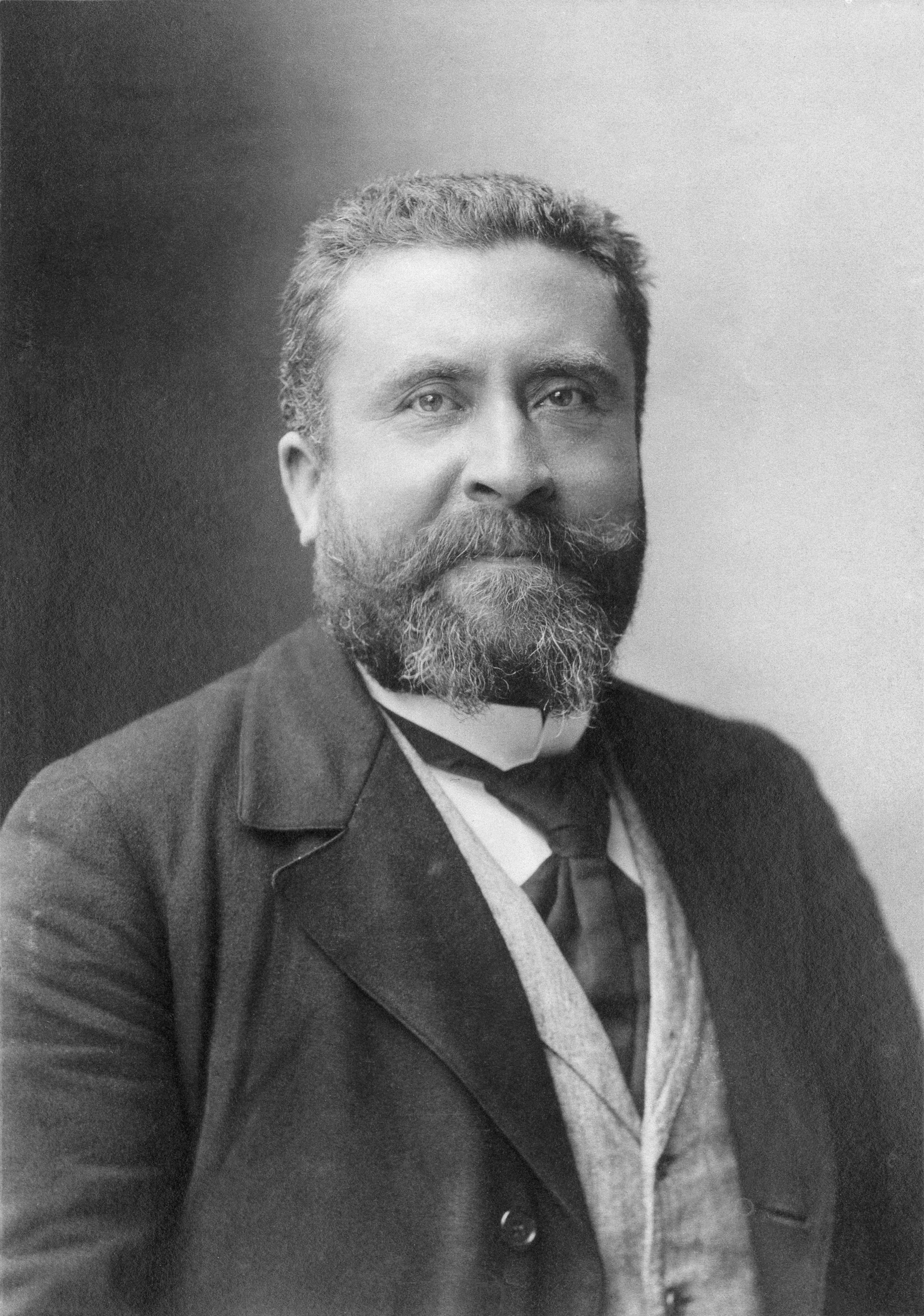
Le dirigeant socialiste Jean Jaurès.

Les socialistes, menés par Jean Jaurès, se battent sans succès contre cette montée revancharde, qui inclut une course aux armements et une vaste campagne de propagande belliciste.

### Rôle de la CGT
Depuis sa création, la Confédération générale du travail s'oppose à la guerre.
Le 24 novembre 1912, elle tient un congrès extraordinaire sur le thème de l'action préventive contre la guerre.
Le 25 février 1913, la CGT publie un manifeste antimilitariste. La même année, elle participe avec la plupart des syndicats européens à la constitution de la Fédération syndicale internationale, qui élit à sa tête l'allemand Carl Legien, déjà secrétaire du Secrétariat syndical international (SSI). L'objectif en est l'action internationale.
Lorsque la tension internationale s'accroît brutalement en juillet 1914, elle organise des manifestations syndicales contre la guerre, dont une massive sur les Grands boulevards à Paris, le 27 juillet.
En 1914, la CGT dirigée par Léon Jouhaux rallie pourtant l'Union Sacrée.

## Ralliement des socialistes et des syndicalistes

### Assassinat de Jaurès
Le 31 juillet 1914, à l'annonce de l'assassinat de Jaurès, le gouvernement, qui se réunit dans la nuit, craint des réactions violentes dans les grandes villes et retient dans la capitale deux régiments de cuirassiers en instance de départ pour la frontière. Cependant, les rapports des préfets et de la police qu’obtient le ministre de l’Intérieur Louis Malvy lui font rapidement estimer que les organisations de gauche ne déclencheront pas de troubles. La direction de la Section française de l'Internationale ouvrière fait savoir qu’elle n’appellera pas à des manifestations.
Xavier Guichard, directeur de la police municipale de Paris, indique, dans un rapport adressé au ministère de l’Intérieur le 1er août 1914 : « L’assassinat de M. Jaurès n’a causé dans les esprits qu’une émotion relative. Les ouvriers, les commerçants et les bourgeois sont surpris douloureusement, mais s’entretiennent beaucoup plus de l’état actuel de l’Europe. Ils semblent considérer la mort de Jaurès comme liée aux évènements actuels beaucoup plus dramatiques. »
Ce même 1er août, les socialistes, par le biais du secrétaire général de la CGT, décident de soutenir la politique du gouvernement et de se préparer à la guerre.

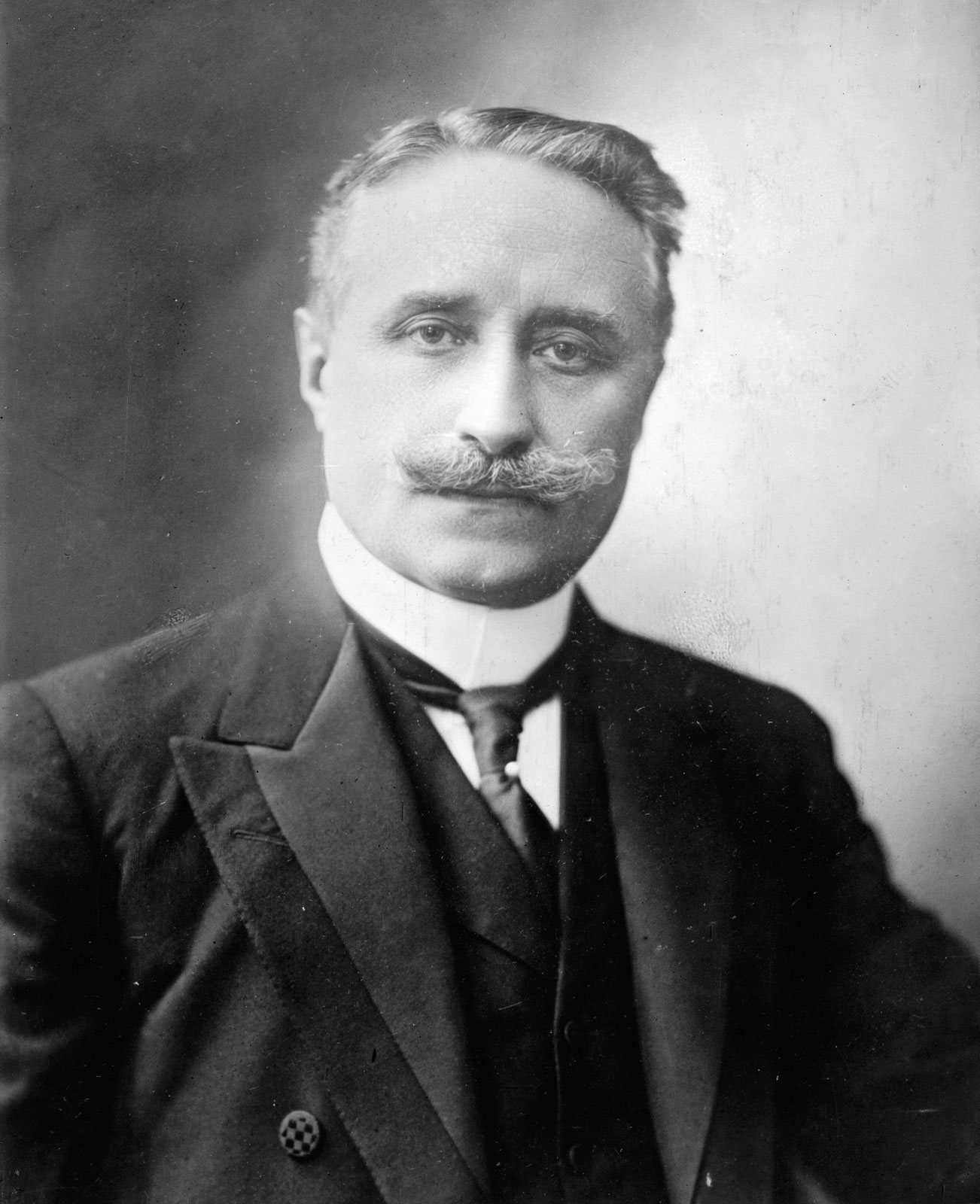
Paul Deschanel, président de la Chambre des députés durant toute la Grande Guerre et fervent défenseur de l’Union sacrée.

Paul Deschanel, président de la Chambre des députés, dont était membre Jaurès au moment de sa mort, prononce le 4 août un éloge funèbre du dirigeant socialiste qui reçoit un accueil exalté sur tous les bancs de l’hémicycle. L’accueil de cet hommage par les différents partis politiques français est considéré comme un moment clé des débuts de l’Union sacrée.

« […] Y a-t-il encore des adversaires ? Non, il n'y a plus que des Français… des Français qui, depuis quarante-quatre ans, ont fait à la cause de la paix tous les sacrifices et qui, aujourd'hui, sont prêts à tous les sacrifices pour la plus sainte des causes : le salut de la civilisation, la liberté de la France et de l'Europe.
Du cercueil de l'homme qui a péri martyr, de ses idées sort une pensée d'union ! De ses lèvres glacées sort un cri d'espérance. Maintenir cette union, réaliser cette espérance, pour la patrie, pour la justice, pour la conscience humaine, n'est-ce pas le plus digne hommage que nous puissions lui rendre ? »

— Éloge funèbre de Jean Jaurès prononcé à la Chambre des députés par son président, Paul Deschanel.

### Non-application du Carnet B et mobilisation
Le 1er août à 14 h 25, afin de ne pas empêcher le ralliement des ouvriers à la guerre par la décapitation des syndicats et rassuré par la réaction des instances nationales de la CGT, le ministre de l’Intérieur, Louis Malvy, décide dans un télégramme adressé à tous les préfets de ne pas utiliser le Carnet B.

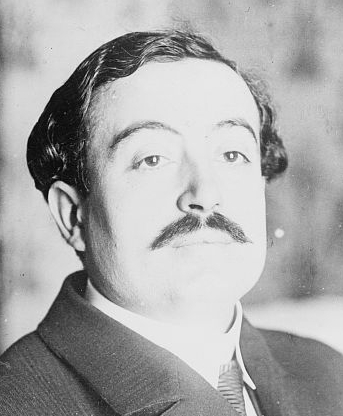
Louis Malvy ministre de l’Intérieur.

Le carnet B avait été créé par le général Georges Boulanger en 1886 pour faciliter les mesures de mobilisation. Il contenait la liste des noms des personnes susceptibles de s'opposer aux ordres de mobilisation ou de troubler l'ordre public en cas de conflit. Ces fichiers étaient tenus par la gendarmerie, qui était par ailleurs chargée de le mettre en application.
À 16 h 25, ce même 1er août, une affiche jaune manuscrite est placardée à la préfecture de police, sur les bureaux de poste et les monuments publics. Dans les heures qui suivent, sur les murs de toutes les mairies de France, les affiches blanches d’appel à la mobilisation avec les drapeaux tricolores sont collées.
Le dimanche 2 août, ainsi que le dit l'historien Jean-Jacques Becker, ayant recensé les sources les plus diverses, les Français se situent « à peu près à égale distance de la consternation et de l’enthousiasme, amalgamant en quelque sorte la résignation et le sens du devoir ».
Le 3 août, l’Allemagne déclare la guerre à la France. Le lendemain, le Royaume-Uni déclare la guerre à son tour.
La mobilisation est une grande réussite puisqu'on dénombre à peine 1,5 % de défections.

### Réactions des socialistes
Les partis sociaux-démocrates ayant très majoritairement rallié la guerre, la Deuxième Internationale se désagrège pratiquement.

### Réactions des syndicalistes
Dès le début du conflit, les confédérations membres de la FSI[Quoi ?] suivent la politique de leur gouvernement respectifs. Le siège de la FSI est alors déménagé de Berlin à Amsterdam, pays neutre.
Le 4 août, la CGT rallie officiellement l'Union sacrée.
Lors du Conseil national de la CGT, tenu du 26 novembre au 5 décembre 1914, seule une minorité se prononce contre la guerre. Le 3 janvier 1915, Pierre Monatte démissionne en protestation contre le ralliement de la CGT à l'Union sacrée. La guerre fait chuter les effectifs à 50 000 adhérents.

## Mesures d'apaisement envers les catholiques
Pour se rallier les catholiques, humiliés par la politique anticléricale menée pendant près de quarante ans par la Troisième République avec sa politique marquée par les expulsions des congrégations et les conditions de la séparation de l'Église et l'État, le gouvernement décide de suspendre les mesures contre les congrégations religieuses.
Le 2 août, le ministre de l'Intérieur Louis Malvy invite les préfets « à suspendre l’exécution des décrets de fermeture ou de refus d’autorisation pris par application de la loi de 1901, des arrêtés de fermeture pris en exécution de la loi de 1904 et de toutes mesures généralement prises en exécution desdites lois ». Cette décision ouvre un régime de tolérance à l’égard des congrégations.
En octobre 1915, Aristide Briand intègre un catholique au gouvernement en la personne de Denys Cochin pour la première fois depuis que la politique anticléricale était initiée en 1877[réf. nécessaire].

## Mise en œuvre de l’Union sacrée

### Proclamation

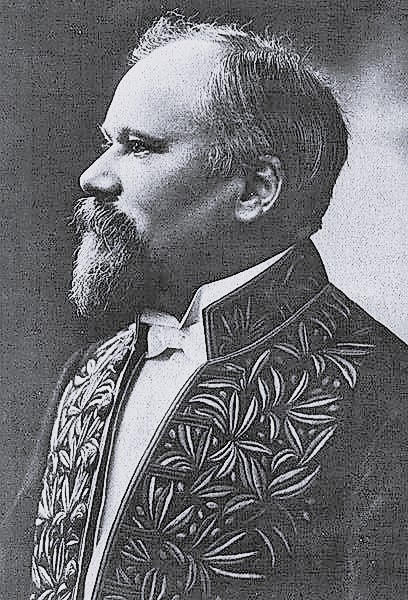
Raymond Poincaré

L’Allemagne ayant déclaré la guerre à la France le 3 août, le lendemain la volonté présidentielle d’« union » est rapportée devant les deux chambres par le président du Conseil René Viviani :

« Dans la guerre qui s'engage, la France aura pour elle le droit, dont les peuples, non plus que les individus, ne sauraient impunément méconnaître l'éternelle puissance morale. Elle sera héroïquement défendue par tous ses fils, dont rien ne brisera devant l'ennemi l'union sacrée et qui sont aujourd'hui fraternellement assemblés dans une même indignation contre l'agresseur et dans une même foi patriotique »

— Raymond Poincaré, message du président de la République aux Assemblées, 4 août 1914.

### Application sur le terrain
Même si le gouvernement s'attend à quelques réticences de la part des socialistes, qui menacent le pays de grève générale mais également de la part des catholiques, les Français s'unissent dès la déclaration de guerre. Lors du remaniement du second gouvernement Viviani, le 26 août 1914, l'Union sacrée se manifeste par l'entrée de l'extrême gauche mais non de la droite nationaliste.
Le souvenir de la Guerre de 1870 joue sans doute fortement dans le rassemblement grâce à une propagande anti-allemande et à l'espoir de récupérer l'Alsace-Lorraine. S'y ajoutent des éléments conjoncturels, comme la rupture de la neutralité belge par les Allemands et la menace qui pèse sur l'intégrité du territoire national.
À Reims, le maire radical et anti-clérical, Jean-Baptiste Langlet, fait entrer dans le conseil municipal deux de ses opposants à la place de conseillers municipaux mobilisés.

## Premières atteintes à l’Union sacrée

### Réunions de Zimmerwald et Kienthal en Suisse

#### Conférence de Zimmerwald (1915)
La conférence de Zimmerwald se tient en Suisse du 5 au 8 septembre 1915. Elle réunit au total trente-huit délégués de différents pays d'Europe. Ces délégués représentent des groupes socialistes en opposition avec les partis officiels qui soutiennent, comme la SPD ou la SFIO, l'entrée en guerre de leurs pays respectifs. Dans le manifeste rédigé par Léon Trotsky, on peut d'ailleurs lire concernant le SPD « Étant donné son attitude à l'égard de la guerre, le Parti officiel n'a pas été invité » et pour la SFIO « Ici également on a dû s'abstenir d'inviter le Parti officiel qui est engagé dans la voie de la politique gouvernementale ». La conférence réunit des représentants allemands, français, russes, italiens, britanniques, suisses, suédois, norvégiens, néerlandais, polonais, roumains, bulgares, ainsi que de l'organisation socialiste des travailleurs juifs.
Les délégués dénoncent la guerre. Le manifeste se compose de différents chapitres dont la Déclaration franco-allemande commune aux socialistes et syndicalistes français et allemands et le manifeste en lui-même. La déclaration franco-allemande proclame : « Après un an de massacre, le caractère nettement impérialiste de la guerre s'est de plus en plus affirmé ; c'est la preuve qu'elle a ses causes dans la politique impérialiste et coloniale de tous les gouvernements, qui resteront responsables du déchaînement de ce carnage ». La guerre est un produit de l'impérialisme, du chauvinisme et du militarisme : « Quels que soient les responsables immédiats du déchaînement de cette guerre, une chose est certaine : la guerre qui a provoqué tout ce chaos est le produit de l'impérialisme. Elle est issue de la volonté des classes capitalistes de chaque nation de vivre de l'exploitation du travail humain et des richesses naturelles de l'univers ». Ce manifeste appelle également à l'union des travailleurs de tous les pays dans la lutte contre la guerre : « Il faut entreprendre cette lutte pour la paix, pour la paix sans annexions ni indemnités de guerre. Mais une telle paix n'est possible qu'à condition de condamner toute pensée de violation des droits et des libertés des peuples ».

#### Conférence de Kienthal (1916)
Les socialistes vont se rassembler par la suite à la conférence de Kienthal du 24 au 30 avril 1916, leur rassemblement prenant une tournure plus révolutionnaire. On lit dans un projet de Manifeste, écrit avant la conférence : « Le prolétariat ne peut pas ne pas aspirer à assurer l'indépendance des nations. Mais il doit le faire non en soutenant le militarisme capitaliste qui le ronge, mais par la lutte ouverte contre lui. Notre voie n’est pas la guerre au côté des gouvernants mais la révolution contre eux ».

#### Conférences de femmes pacifistes
Deux congrès de la minorité pacifiste du mouvement international féministe réunissent des femmes issues de nombreux pays en 1915. En mars se tient ainsi le congrès de Berne, organisé sous l'impulsion de l'Internationale socialiste des femmes, et en avril-mai le congrès de La Haye, qui regroupe des femmes pacifistes mais non socialistes et donnera naissance à la Ligue internationale des femmes pour la paix et la liberté. Le second congrès est soutenu en France par un petit groupe réuni autour de Gabrielle Duchêne et diffuse une brochure pacifiste qui lui vaut d'être perquisitionnée par la police. Membre de la section, Hélène Brion est jugée en conseil de guerre.

### Grèves et mutineries de 1917
L'Union sacrée, qui touche toute la société, se dégrade progressivement, la révolution russe, l'usure des combats et les privations favorisant la résurgence des clans politiques. En septembre 1917, les socialistes refusent de participer au gouvernement. Les socialistes décident en effet que l'Union sacrée ne soutient pas les intérêts des travailleurs et refusent de continuer à défendre ce qu'il considéraient désormais être une pure guerre impérialiste. Le nationalisme et le revanchisme ont réussi à écarter les socialistes de l'objectif de rassembler sous la même bannière tous les travailleurs du monde : l'Internationale, dont un des buts devait éviter que les peuples se battent les uns contre les autres sous prétexte de défendre « leur pays » ou « leur nation »[non neutre].
Au cours de l'année 1917, on compte 696 grèves et 293 810 grévistes en France. Parallèlement, les effectifs de la CGT remontent à 300 000. Les 6 et 7 novembre c'est la rupture de l'Union sacrée. Au même moment a lieu la révolution d'Octobre en Russie.
En 1918, on recense 499 grèves et 176 187 grévistes en France, et la CGT passe à 600 000 adhérents.

### Reconstitution de la Fédération syndicale internationale
En 1914, l'American Federation of Labor propose lors de son congrès qu'un congrès ouvrier international se réunisse dès la fin du conflit pour reconstituer la FSI. Cette idée est reprise en 1915 à Londres, lors d'une réunion rassemblant Français et Britanniques, puis à nouveau à Leeds en 1916, avec cette fois les Belges et les Italiens en plus. La Conférence de Leeds demande aussi que soit développée l'Organisation internationale du travail, créée en 1901 à Bâle.
En octobre 1917, la conférence de Berne, organisée par la FSI, reprend le programme de la réunion de Leeds. Puis en février 1918, une réunion syndicale à Londres se prononce pour le programme du président américain Woodrow Wilson et la création de la Société des Nations.

## Fin de l’Union sacrée

### Luttes sociales
En 1919, en dépit des avancées sociales obtenues avec les lois sur les conventions collectives ou sur l'octroi de la journée de 8 heures, le 1er mai 500 000 manifestants défilent à Paris et on comptera un mort. La CGT passe à un effectif de 1 million et demi d'adhérents. Dans l'année, on compte 2 206 grèves et 1 160 000 grévistes en France.

### Élections législatives de 1919
Composé principalement de la droite conservatrice, avec la Fédération républicaine, l'Alliance républicaine démocratique et l'Action libérale, ainsi que de plusieurs partis de la droite radicale, le Bloc national se veut la continuation patriotique de l'Union sacrée, rassemblée autour de la figure de Georges Clemenceau.
Dans certains départements, l'Alliance républicaine démocratique, les radicaux-socialistes et les républicains-socialistes présentent encore des listes communes de « concentration républicaine », mais la SFIO s'en est totalement retirée.
La campagne pour les élections législatives du 16 novembre 1919 s'oriente principalement autour de deux thèmes :
- Le patriotisme, qui se traduit par la mise en avant de l'union sacrée et des anciens combattants, mais aussi du traité de Versailles. Le Bloc national fonde sa campagne en grande partie sur le slogan « L'Allemagne paiera ! ».
- La peur du bolchévisme, la radicalisation du mouvement ouvrier et de la SFIO ayant été marquée par l'accroissement des grèves et la révolution russe.

Le Bloc national remporte une large victoire, avec 433 sièges contre 180. Les socialistes remportent plus de voix qu'aux élections de 1914 mais perdent 34 députés sur 102.
La Chambre ainsi constituée sera surnommée « Chambre bleu horizon » (la couleur des uniformes français).
L'Union sacrée est politiquement terminée.